# Cloquintocet-mexyl
Cloquintocet-mexyl (ISO-naam) is een chinolinederivaat dat gebruikt wordt als safener van herbiciden. Het is de 1-methylhexyl-ester van cloquintocet.
Cloquintocet-mexyl beschermt specifiek graangewassen tegen de schadelijke werking van herbiciden die grasachtige onkruiden bestrijden; dit zijn bijvoorbeeld pyroxsulam, clodinafop-propargyl, fenoxaprop-P-ethyl en pinoxaden. De safener wordt in een mengsel samen met het eigenlijke herbicide verspoten en werkt als een tegengif van het herbicide voor de cultuurgewassen.
Cloquintocet-mexyl werd ontwikkeld door het Zwitserse Ciba-Geigy in de jaren '80. De octrooibescherming is ondertussen vervallen.